# Anders Mol
Pour les articles homonymes, voir Mol.

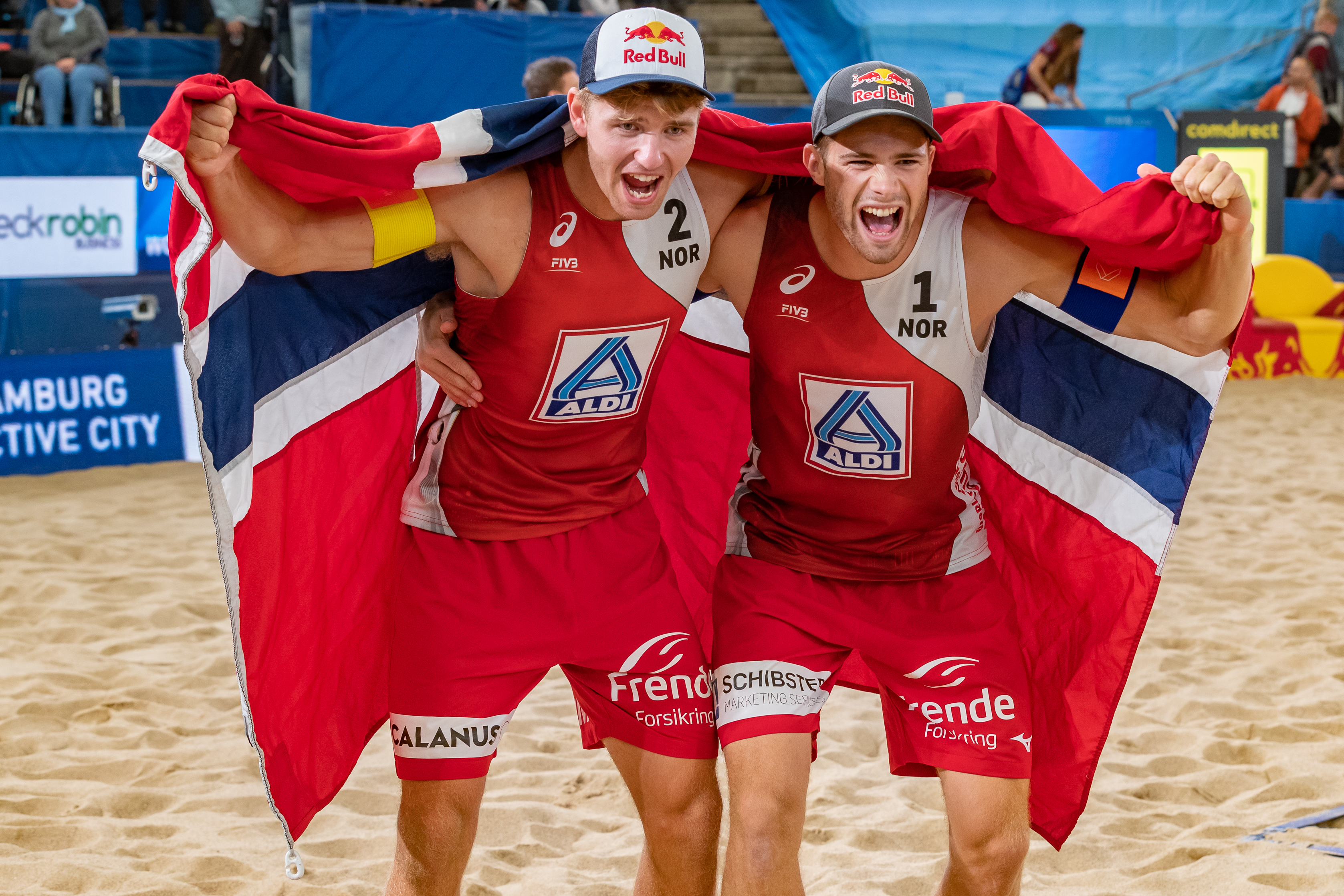
Anders Mol et Christian Sørum aux mondiaux 2019

Anders Berntsen Mol (né le 2 juillet 1997 à Stord) est un joueur de beach-volley norvégien. Avec Christian Sørum, il est notamment cinq fois champion d'Europe depuis 2018 et champion olympique aux Jeux olympiques de Tokyo.

## Carrière
Anders Mol fait partie d'une famille du volley puisque ses parents, Merita Berntsen (en) et Kåre Mol (no), sont eux-mêmes des champions de volley et beach-volley devenus par la suite entraîneurs ; Merita Berntsen a ainsi participé en 1996 au premier tournoi olympique aux JO d'Atlanta.
Mol participe aux Championnats d'Europe U18 à Molodetscho avec comme partenaire Martin Olimstad. Avec son cousin Mathias Berntsen Mol, il a participé à plusieurs tournois nationaux et internationaux entre 2014 et 2017. Berntsen/ Mol ont notamment atteint les seizième de finale au tournoi garçons des Jeux olympiques de la jeunesse de 2014 puis remporté les championnats d'Europe U20 2015 à Larnaka et ont été vice-champion d'Europe U22 en 2017. 
En 2016, Anders Mol a de nouveau remporté le Championnat d'Europe U20 à Atlanta avec Alexander Sørum. Depuis fin 2016, Mol joue avec le frère d'Alexander, Christian Sørum, ce dernier jouait auparavant avec le propre frère d'Anders, Hendrik. La paire remporte le Championnat d'Europe U22 à Thessalonique.
Après différents succès dans les tournois, le duo intègre le haut du classement mondial et décroche leur premier titre continental en juillet 2018. Ils ont également remporté le tournoi 5 étoiles à Vienne et réaliseront une série de 19 victoires consécutives. Ils remporte la finale du World Tour à Hambourg en août 2018. Mol termine la saison 2018/2017 avec quatre prix FIVB, meilleur bloqueur, meilleur joueur offensif, joueur le plus remarquable et prix de la meilleure performance.
Le duo dominait également la saison 2018/19 avec sept titres sur le circuit des tournois 4 étoiles. Attendu aux championnats du monde à Hambourg, ils s'inclinent en demi-finale face à l'équipe allemande Thole/Wickler tout en remportant le bronze. Ils terminent cette saison par un titre aux championnats d'Europe à Moscou et une troisième place lors de la finale du World Tour à Rome.
En 2020, Mol/Sorum a de nouveau défendu son titre de champion d'Europe en remportant l'or à Jurmala, en Lettonie devenant à 23 et 24 ans l'équipe la plus jeune à réaliser ce triplé historique. 
Aux Jeux olympiques de Tokyo en 2021, le duo battent les Russes Krasilnikov et Stoyanovskiy en finale.
Au championnat du monde 2022 à Rome, Anders Mol remporte avec Christian Sørum la médaille d'or contre les brésiliens Andre/George
Toujours avec ce même partenaire, Mol remporte en janvier 2023 la première édition du Beach Pro Tour, la nouvelle version du circuit mondial de beach-volley.

## Palmarès

### Jeux olympiques d'été
- Médaille d'or aux Jeux olympiques de 2020 à Tokyo avec Christian Sørum
- Médaille de bronze aux Jeux olympiques d'été de 2024 à Paris avec Christian Sørum

### Championnats du Monde
- Médaille d'or en 2022 à Rome avec Christian Sørum
- Médaille de bronze en 2019 à Hambourg avec Christian Sørum

### Championnats d'Europe
- Médaille d'or en 2018 aux Pays-Bas avec Christian Sørum
- Médaille d'or en 2019 à Moscou avec Christian Sørum
- Médaille d'or en 2020 à Jurmala avec Christian Sørum
- Médaille d'or en 2021 à Vienne avec Christian Sørum
- Médaille d'or en 2025 à Dusseldorf avec Christian Sørum
- Médaille de bronze en 2022 à Munich avec Christian Sørum